# (85329) 1995 PQ
1995 بي كيو (ويعرف أيضًا باسم (85329) 1995 بي كيو وفق تسمية الكوكب الصغير) (بالإنجليزية: 1995 PQ)‏ هو كويكب ضمن حزام الكويكبات؛ وترتيبه 85329 من حيث الاكتشاف.
اكتُشف هذا الجُرم الفلكي بواسطة تاكيشي أوراتا ‏ في 2 أغسطس 1995.

## وصلات خارجية
- (85329) 1995 PQ في قاعدة بيانات مختبر الدفع النفاث لأجرام النظام الشمسي الصغيرة

- الاكتشاف · مخطط المدار ·  العناصر المدارية · المعلمات المادية

- (85329) 1995 PQ على موقع ويكي سكاي: DSS2, SDSS, GALEX, IRAS, Hydrogen α, X-Ray, Astrophoto, Sky Map, Articles and images